# Occimiano
Occimiano (piemontesisch Aussimian) ist eine italienische Gemeinde in der Provinz Alessandria (AL), Region Piemont.
Die Nachbargemeinden sind Borgo San Martino, Casale Monferrato, Conzano, Giarole, Lu e Cuccaro Monferrato, Mirabello Monferrato und Pomaro Monferrato. Der Schutzheilige des Ortes ist San Valerio.

## Lage und Einwohner
Die Gemeinde Occimiano liegt rund 20 Kilometer nordwestlich con der Provinzhauptstadt Alessandria entfernt. Das Gemeindegebiet umfasst eine Fläche von 22 km² und hat 1213 (Stand 31. Dezember 2023) Einwohner.

### Verkehrsanbindung
Die Autostrada A26 verläuft direkt neben der Ortschaft. Die nächste Ein- und Ausfahrt befindet sich im etwa 10 km entfernten Casale Monferrato. Dort hat auch Anschluss an die Bahnstrecken Mortara-Asti, Chiavasso-Casale Monferrato und Vercelli-Valenza. Ebenfalls in Casale hat es einen kleinen Flugplatz für die Allgemeine Luftfahrt. Die nächstgelegenen Verkehrsflughäfen sind Turin, Mailand-Malpensa und Genua.

## Geschichte

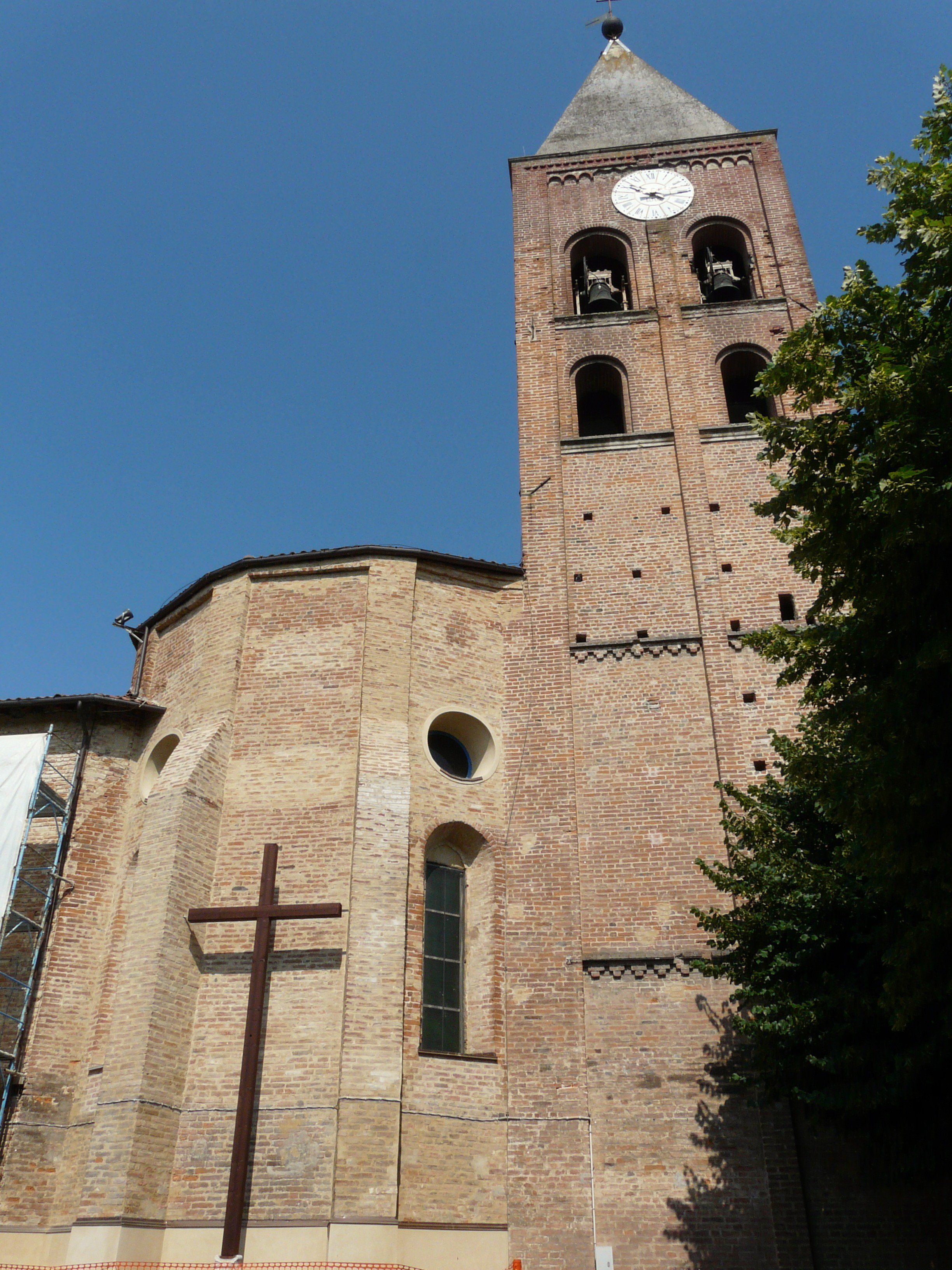
Kirche San Valerio

Der Ortsname ist seit 882 durch die Formen „Occimianus“, „Ocimianus“, „Ozimianus“ belegt. Seine Ursprünge gehen auf die Römerzeit zurück, wie zwei in der Gegend gefundene Grabsteine belegen. Im Mittelalter gehörte es den Bischöfen von Vercelli, denen es von den Karolingern geschenkt und 882 von Karl dem Dicken bestätigt wurde.
Die erste lokale Markgrafschaft ging an Bernardo, dessen Name im Friedensvertrag mit der Stadt Alessandria auftaucht, der 1178 von Guglielmo geschlossen wurde. Später war es die Residenz der Familie Aleramici, Markgrafen von Monferrato, bis es Mitte des 12. Jahrhunderts als Lehen an die Markgrafen von Occimiano abgetreten wurde. Im Jahr 1374 ging es an Giovanni del Monferrato und danach an die Familie Incisa über.
Im 16. Jahrhundert wurde es vom Herzog von Mantua Guglielmo Gonzaga in eine Grafschaft umgewandelt und an Antonio da Passano von den Grafen von Mornese abgetreten. Vom 11. bis 20. März 1859 kam es hier zu einem historischen Zusammentreffen zwischen Vittorio Emanuele II. und Napoleon III. im Schloss der Marchesi. Hier planten sie zusammen mit ihren Anhängern Cavour, Cialdini und Mac Mahon die Kriegshandlungen, die zur Befreiung und Annexion der Lombardei führen sollten.

## Sehenswürdigkeiten
- Die Überreste und der Turm der alten Burg Cavalla, die Teil eines großen Befestigungssystems war.
- Die Pfarrkirche San Vitale mit einem Glockenturm im romanischen Stil.
- Die Pfarrkirche San Valerio, die in der ersten Hälfte des 16. Jahrhunderts erbaut und 1560 von Scipione d'Este geweiht wurde und in deren Inneren der Grabstein von Marco Sullio besichtigt werden kann.
- Die Kirche Sant’Antonio Abate und die Disciplinati.
- Die Villa der Marquise da Passano im Stil des 18. Jahrhunderts.

## Kulinarische Spezialitäten
Bei Occimiano werden Reben der Sorte Barbera für den Barbera d’Asti, einen Rotwein mit DOCG Status, sowie den Barbera del Monferrato angebaut.